# Карцеуха
Карцеуха — река в Шарьинском районе Костромской области России. Карцеуха образуется слиянием рек Менеевская и Яичная. Устье реки находится в 495 км от устья Ветлуги по правому берегу. Длина реки составляет 26 км по данным Водного реестра России и 22 км согласно картам Росреестра. Площадь водосборного бассейна — 180 км². В 16 км от устья принимает слева реку Боровая.

## Данные водного реестра
По данным государственного водного реестра России относится к Верхневолжскому бассейновому округу, водохозяйственный участок реки — Ветлуга от истока до города Ветлуга, речной подбассейн реки — Волга от впадения Оки до Куйбышевского водохранилища (без бассейна Суры). Речной бассейн реки — (Верхняя) Волга до Куйбышевского водохранилища (без бассейна Оки).
Код объекта в государственном водном реестре — 08010400112110000041806.